# Български език
Бъ̀лгарският език е индоевропейски език от групата на южнославянските езици, като образува неговата източна подгрупа. Той е официалният език на Република България и един от 24-те официални езика на Европейския съюз. Българският език е плурицентричен език – има няколко книжовни норми. Наред с използваната в България основна норма, съществуват още македонска норма, която също използва кирилица, и банатска норма, която използва латиница.

## История
Българският език е най-ранният писмено документиран славянски език. Историческото му развитие се характеризира с четири главни периода. Следва да се отбележи, че това делене е условно и имената не отразяват различни езици, а само периоди в развитието на българския език, за които се откриват характерни белези.

### Дописмен език
Дописменият, или праславянски език обхваща периода между твърдяното славянското заселване на Балканите (VI – VII век) и мисията на солунските братя Св. св. Кирил и Методий във Великоморавия през 60-те години на IX век. В „За буквите“ на Черноризец Храбър е спомената употребата на писмени знаци - чрьтами и рѣзами – „с черти и резки“, но други сведения за тях няма.

### Старобългарски език
Обхваща периода между приемането на славянския за официален език на България и края на Първата българска държава през 1018 година. Според някои езиковеди началото на старобългарския език е поставено малко по-рано със създаването на първата славянска азбука (глаголицата) през 862 г. от Константин-Кирил Философ (св. Кирил). През този период са написани най-старите глаголически и кирилски старобългарски писмени паметници. България става средище на славянската култура и писменост. Следният, както и редица подобни, надпис на старобългарски език от X век е пример за тази писменост и култура:
| „ | СЬДЄ ЛЄЖИТЪ МОСТИЧЬ ЧРЬГѸБЪІЛꙖ(Я) БЪІВЪІ ПРІ СѴМЄОНѢ ЦР҃И И ПРІ ПЄТРѢ ЦР҃И ОСМИѬ ЖЄ ДЄСѦТЬ ЛѢТЪ СЪІ ОСТАВИВЪ ЧРЬГѸБЪІЛЬСТВО Ї ВЬСЄ ІМѢНИѤ БЪІСТЪ ЧРЬНОРИЗЬЦЬ Ї ВЪ ТОМЬ СЪВРЬШИ ЖИЗНЬ СВОѬ. | “ |

### Среднобългарски език
Приблизително обхваща периода от възстановяването на Втората българска държава до падането под османско владичество. Езикът на Втората българска държава е основа за създаването на руска, сръбска и влахо-молдовска редакция и добива значение на общ книжовен славянски език. Руският фонетичен вариант на среднобългарския език от епохата на Втората българска държава и до днес е език на православните църковни богослужения в много славянски държави и е общ църковен език.

### Новобългарски език
Най-ранните писмени паметници за новобългарския език са дамаскините от XVII – XVIII век. Такъв например е Тихонравовският дамаскин от XVII век, който е един от най-ранните представители на новобългарската група дамаскини.
След Освобождението българският език е обявен за официален с циркулярно писмо на руската окупационна администрация от 11 септември 1878 година. Впоследствие народните представители решават, че официалният български език ще бъде по североизточните наречия, както е и до днес, според изказа на източната говорна група, най-вероятно защото населението на най-големите тогава градове в страната – Русе, Велико Търново, Шумен, Габрово, Стара Загора и Пловдив, са били в единна позиция по отношение на ятовата граница. С това се подчертава разграничението между литературния език и западните говори. Така особено ясно се отделят като диалекти шопският – Софийско, Радомирско, Кюстендилско, Самоковско и в Северозападна България, а също така и македонският диалект (който днес в Северна Македония се опитват да легитимират като отделен език от българския) в Разложко, Петричко, Струмишко, Благоевградско и други.
В развоя на новобългарския книжовен език се различават три главни периода:
- 1. От началото на XIX в. до Освобождението на България от османско владичество;
- 2. От Освобождението нататък, където българският език претърпява няколко правописни реформи – Следосвобожденчески правопис, Дриновски правопис, Омарчевски правопис и правописна реформа на БЗНС;
- 3. От 9 септември 1944 г. насам (Отечественофронтовска правописна реформа).[10]

Следният пример показва текст на българска печатна Библия от края на XIX век, в която наблюдаваме официалния Следосвобожденчески правопис, при който са отпаднали букви от средновековния старобългарски като ѿ, ѥ, ѱ, ѯ, а ѧ, ѩ вече са преминали в „я“ по руски образец. Този правопис обаче все още съдържа і, ѳ, старобългарските ѣ, ѫ, ѭ, както и отпадналия впоследствие пълен и непълен член в женския род (-та/-тѫ):
| „ | ...И пристигнѫ въ Дервіѭ и Листрѫ; и ето, имаше тамо нѣкой ученикъ на име Тимоѳей, сынъ на нѣкоѭ си женѫ Еврейкѫ повѣрвалѫ, а баща му бѣ Еллинъ; Който ученикъ бѣше свидѣтелствованъ отъ братія-та въ... | “ |

## Особености
В хода на историческото развитие на българския език и контактите му със съседните неславянски езици на Балканския полуостров настъпват значителни промени в сравнение с останалите славянски езици. Счита се, че те обхващат промени в морфологията и синтаксиса, характеризиращи се с почти пълно отпадане на падежните форми (падежни остатъци има при местоименията, личните имена, съществителните и прилагателни имена от мъжки род в именителен падеж), възникване и употреба на определителен член, запазване на славянските прости глаголни времена (минало свършено време и минало несвършено време) и развитие на нови, възникване на дублирано пряко и непряко допълнение, изчезване на инфинитива и развитие на несвидетелски форми при глаголите и др. Тези промени разграничават като цяло развитието на морфологията и синтаксиса в българския език от посоката на развитие на останалите славянски езици.
Макар че неговото измерение мъчно може да се определи, руското влияние върху българския език през епохата на Възраждането и при създаването на Третата българска държава е било много силно. Част от възприетата по това време лексика от руски език е от старобългарски произход и бива „върната“ в новоизграждащия се български книжовен език като църковнославянска и старобългарска. Паралелно с нея обаче навлизат и голям брой думи от чисто руски произход (предимно в обществено-политическата област).
През петвековното османско владичество чрез османския турски навлизат много персийски и арабски думи, които и до днес се смятат погрешно за „турцизми“ (напр. шише, диван, хамам, турши(я), хамал, шалвар, диване и т.н.). След развитието на промишлеността и науката в българския технически език навлизат много немски думи (бинт, багер, бормашина и мн. др.), а след началото на 80-те години на XX век – английски, основно в областта на компютърните науки и информационните технологии (един от последните примери, влязъл най-напред в разговорна употреба, е „флашка“).

## Разпространение
Българският език е най-разпространен в България. Той също се говори и в българското землище в близост до България – на Балканския полуостров и в Мала Азия. Българският език също е разпространен, там където има българи в други държави. Според Бюрото за преброяване на населението на САЩ 57 016 жители на страната говорят на български език (за 2006 – 2008 г.). Според същия източник 21 129 от тези хора не говорят английски много добре.

### Български диалекти
Признакът, въз основа на който българските диалекти се разделят на два вида – западни и източни, е ятовата граница. Тя се обособява в зависимост от това дали застъпник на старобългарската гласна ѣ е я (източни), или е (западни).
Бесарабският български, езикът на бесарабските българи, е запазил някои архаични думи и има още няколко разлики със съвременния български език.

### Езикови норми
Понастоящем от БАН се приема, че съществуват три писмено-регионални норми на българския език – стандартизираният официален български език, банатската българска книжовна норма, която се използва от банатските българи, и македонската българска книжовна норма.

## Фонетична система

### Гласни звукове
В съвременния български език гласните фонеми са 6, като потъмнените /ɐ/ и /o/ представляват вариантни алофони съответно на /a/ (или ɤ̞) и /ɔ/ (или /u/). Освен това статусът на звуците /j/ и /ʲ/, както и на разликите между /ɤ̞/ и /ɤ/, не е добре изследван по отношение на предполагаемото им присъствие в българския език; самите явления потъмняване и редуциране (редукция) също се тълкуват по различен начин от различните езиковеди, които изучават българския език. Те се изписват с помощта на буквите а, ъ, о, у, е, и, като всички те представляват устнени гласни. В съвременния български език отдавна няма носови гласни, макар че буквата Ѫ (голям юс, голяма носовка), изразяваща в миналото звука /он/, /ън/, отпада от азбуката едва през 1945 г. Така например до реформата през 1945 г. вместо бъда се е пишело бѫда, чието произношение е било едно и също.
Буквите я и ю обозначават комбинации от по два звука (съответно ѝ+а/ɐ/ъ и ѝ+у/о) или, когато са след съгласна, омекотяването на предходната съгласна и гласен звук съответно а/ɐ/ъ или у/о. Присъщата ударена форма на звука „ъ“ [ɤ̞] отличава българския от останалите славянски езици, където този звук не присъства. Гласните звуковете а, ъ, о, у подлежат на потъмняване (редукция).
| Буква | Звук   | Бележка | Примери                      | Примери                        | Примери                                  |
| Буква | Звук   | Бележка | Под ударение                 | Неударена форма                | Членна морфема или окончание             |
| ----- | ------ | --- | ---------------------------- | ------------------------------ | ---------------------------------------- |
| а     | a      | В неударена форма се редуцира до /ʌ/ (потъмняване), а в членна морфема и в някои глаголни окончания се произнася /ɤ̞/ | жена̀ /ʒɛˈna/, вода̀ /voˈda/   | ста̀вам /ˈstavʌm/               | бра̀ва /ˈbravʌ/ мъжа̀ /mɐˈʒɤ̞/ чета̀ /ʧɛˈtɤ̞/ |
| е     | ɛ      | | зѐле /ˈzɛlɛ/                 | пѐсен /ˈpɛsɛn/                 |                                          |
| и     | i      | | син /ˈsin/                   | ѝстина /ˈistinɐ/               |                                          |
| о     | ɔ      | В неударена форма се редуцира до /o/ | ко̀тка /ˈkɔtkɐ/               | боза̀ /boˈza/                   |                                          |
| у     | u      | В неударена форма се редуцира до /o/ | сту̀д /ˈstut/                 | уста̀ /oˈsta/                   |                                          |
| ъ     | ɤ̞      | В неударена форма се редуцира до /ɐ/ | ъ̀гъл /ˈɤ̞gɐl/                 | ка̀мък /ˈkamɐk/                 |                                          |
| ю     | ju, ʲu | Йотувано или омекотяващо /u/. В началото на сричка /ju/, в останалите случаи /u/ с омекотяване на предходната съгласна. В неударена форма се редуцира до /jo/ или /ʲo/                                                                             | ю̀жен /ˈjuʒɛn/ дю̀ля /dʲˈulʲa/ | ютѝя /joˈtija/ кюфтѐ /kʲoftˈɛ/ | господа̀рю /gospoˈdarjo/                  |
| я     | ja, ʲa | Йотувано или омекотяващо /a/. В началото на сричка /ja/, в останалите случаи /a/ с омекотяване на предходната съгласна. В неударена форма се редуцира до /jɐ/ или /ʲɐ/, а в членна морфема и в някои глаголни окончания се произнася /jɤ̞/ или /ʲɤ̞/ | я̀то /ˈjato/ бя̀л /ˈbʲal/      | ярѐм /jɐrˈɛm/ ба̀мя /ˈbamʲɐ/    | деня̀т /dɛˈnjɤ̞t/ вървя̀ /vɐrˈvjɤ̞/          |

|            | Предни | Средни     | Задни      |
| ---------- | ------ | ---------- | ---------- |
| Тесни      | и /i/  |            | у /u/      |
| Полушироки | е /ɛ/  | ъ /ɤ̞/, /ɤ/ | о /ɔ/, /o/ |
| Широки     |        | а /a/, /ɐ/ |            |

### Съгласни фонеми
|                    |        | Двубърнени | Двубърнени | Устнено- зъбни | Устнено- зъбни | Зъбни/ Венечни | Зъбни/ Венечни | Зад- венечни | Зад- венечни | Небни  | Заднонебни | Заднонебни |
| ------------------ | ------ | ---------- | ---------- | -------------- | -------------- | -------------- | -------------- | ------------ | ------------ | ------ | ---------- | ---------- |
| Носови             | твърди | м /m/      | м /m/      |                |                | н /n/          | н /n/          |              |              |        |            |            |
| Носови             | меки   | мь /mʲ/    | мь /mʲ/    |                |                |                |                |              |              | нь /ɲ/ |            |            |
| Преградни          | твърди | п /p/      | б /b/      |                |                | т /t/          | д /d/          |              |              |        | к /k/      | г /ɡ/      |
| Преградни          | меки   | пь /pʲ/    | бь /bʲ/    |                |                | ть /tʲ/        | дь /dʲ/        |              |              |        | кь /kʲ/    | гь /ɡʲ/    |
| Преградно-проходни | твърди |            |            |                |                | ц /t͡s/         | дз /d͡z/        | ч /t͡ʃ/       | дж /d͡ʒ/      |        |            |            |
| Преградно-проходни | меки   |            |            |                |                | ць /t͡sʲ/       |                | ч /t͡ʃ/       | дж /d͡ʒ/      |        |            |            |
| Проходни           | твърди |            |            | ф /f/          | в /v/          | с /s/          | з /z/          | ш /ʃ/        | ж /ʒ/        |        | х /x/      |            |
| Проходни           | меки   |            |            | фь /fʲ/        | вь /vʲ/        | сь /sʲ/        | зь /zʲ/        | ш /ʃ/        | ж /ʒ/        |        |            |            |
| Трептящи           | твърди |            |            |                |                | р /r/          | р /r/          |              |              |        |            |            |
| Трептящи           | меки   |            |            |                |                | рь /rʲ/        | рь /rʲ/        |              |              |        |            |            |
| Полугласни         | меки   |            |            |                |                |                |                |              |              | й /j/  |            |            |
| Странични          | твърди |            |            |                |                | л, /l/, /ɫ/    | л, /l/, /ɫ/    |              |              |        |            |            |
| Странични          | меки   |            |            |                |                |                |                |              |              | ль /ʎ/ |            |            |

## Азбука и правописни реформи
През 886 г. България приема глаголическата азбука, създадена от св. св. Кирил и Методий през 60-те години на IX век. Глаголицата постепенно е заменена с кирилица – азбука, създадена в Преславската книжовна школа в началото на X век. Някои букви в кирилицата са заети от гръцката азбука; за онези звукове, които нямали гръцки съответствия, се използвали опростени варианти на глаголическите букви.
През XIX век Българското книжовно дружество утвърждава Дриновския правопис. След Освобождението той е кодифициран с някои корекции в нормата, известна като Иванчевски правопис с българската азбука от 32 букви. В 1921 – 1923 г., по време на земеделската власт, е въведен така нареченият Омарчевски правопис, много сходен с правописа, въведен с комунистическата реформа от 1945 г. С падането на земеделците от власт предишният правопис е възстановен. След Деветосептемврийския преврат е наложена комунистическата правописна реформа от 1945 г., която е в сила и днес. От азбуката са премахнати буквите Ѣ (е-двойно) (е/я [æː]) и Ѫ (голям юс) (ън/он [ɔ̃]).
Днес българският език се изписва на кирилица и само в специални случаи – на латиница. Правилникът за прилагане на Закона за движението по пътищата например позволява надписите по пътните знаци в България да бъдат изписвани и на латиница и затова почти всички те се изписват и на двете азбуки. Същото се отнася и за табелите с имената на улиците.
Съвременната българска кирилица има 30 букви:
| А а /a/                                                                                         | Б б /b/ | В в /v/ | Г г /g/  | Д д /d/ | Е е /ɛ/  | Ж ж /ʒ/      | З з /z/ | И и /i/  | Й ѝ /j/  |
| К к /k/                                                                                         | Л л /l/ | М м /m/ | Н н /n/  | О о /ɔ/ | П п /p/  | Р р /r/      | С с /s/ | Т т /t/  | У у /u/  |
| Ф ф /f/                                                                                         | Х х /x/ | Ц ц /ʦ/ | Ч ч /tʃ/ | Ш ш /ʃ/ | Щ щ /ʃt/ | Ъ ъ /ɤ/, /ə/ | Ь ь /ʲ/ | Ю ю /ju/ | Я я /ja/ |
| (съкратен вариант по отношение на произношението, вижте Фонология за по-пълен обзор на звуците) |         |         |          |         |          |              |         |          |          |

При предаване на чужди собствени имена на кирилица правилото е те да се транскрибират на български фонетично (освен утвърдените вече имена), доколкото това е възможно и не е в конфликт с някои от правилата за правопис в българския език (като например правилото ь да се пише само пред о). Звуци, несъществуващи в българския език, като [ø], [y] и други, се предават на кирилица чрез букви или комбинации от букви, означаващи близки звуци, в случая ьо, ю (пример: Гьоте за Goethe [gøte]).
Извън България за български език се използват и други азбуки. В банатската норма на българския език се ползва латиницата, основана на хърватската редакция, а в Северна Македония се използва македонската кирилица.

## Граматика

### Морфология

#### Съществително име
Скланянето (флексията) на съществителните имена почти изцяло е изчезнала, затова днес се наблюдават остатъци от падежни форми. С преминаването си от синтетичен към аналитичен строеж езикът е установил един общ падеж (casus generalis), който най-често е наследник на именителния падеж (номинатив).
При съществителните, прилагателните имена, притежателните местоимения и други съществува изкуствено разграничаването по падеж при членуваните форми в м.р. ед.ч., където в именителен падеж се поставя пълен член, а във винителен падеж – кратък член.

Това изкуствено разграничение всъщност е много удобно за прилагане на правилото за пълен и кратък определителен член. Когато съществителното (или прилагателното) се намира в именителен падеж (номинатив), то е вършител на действието и отговаря на въпроса „Кой?“, а когато се намира във винителен падеж (акузатив), тогава отговаря на въпроса „Кого?“. Пример: 
| „ | Мъжът вдигна масата и я захвърли в края на стаята. Иван помоли мъжа да се отдръпне. | “ |

|                               | мъж (м.р.)                       | котка (ж.р.)    |
| ----------------------------- | -------------------------------- | --------------- |
| Именителен [„Кой?“]           | мъжът                            | котката         |
| Винителен [„Кого?“]           | мъжа                             | котката         |
| Дателен [„Кому?“, „На кого?“] | на мъжа, мъжу (остар. или диал.) | на котката      |
| Родителен [„Чий?“]            | на мъжа                          | на котката      |
| Звателен                      | мъжо                             | котко или котке |

Звателният падеж в българския език продължава да съществува и има много широка употреба – както в разговорната реч, така и в художествената литература и народното творчество. Формите „брате“, „земьо“, „майко“, „либе“, „душо“ са форми в звателен падеж.

##### Род
В българския език има три граматически рода: мъжки, женски и среден. Родът на съществителното име до голяма степен може да бъде установено по окончанието. Тези от мъжки род обикновено окончават на съгласна (нулево окончание, zero ending): например мъж [mɤʃ], син [sin], град [grat]. Тези от женски род обикновено окончават на -а или -я: например жена [ʒɛˈna], дъщеря [dɐʃtɛrˈja], улица [ˈulitsɐ]. Съществителните, завършващи на -о или -е, почти винаги са от среден род: например дете [dɛtɛ] и езеро [ˈɛzɛro], като в редки случаи думи, окончаващи на -и, -у или -ю, са от среден род (обикновено заемки): цунами [tsoˈnami], табу [tɐˈbu], меню [mɛˈnju].

#### Числително име
Числителното име е дума, с която се означава броят на обектите от дадено множество или поредното място на даден обект в редица обекти от същия клас. Числителните имена се употребяват обикновено заедно с изброими съществителни имена. Според значението си се поделят на бройни (едно, две, три и т.н.) и редни (първи, втори, трети и т.н.), а според състава – на прости (две, три), сложни (петнадесет, двадесет) и съставни (триста петдесет и осем). Особени числителни имена са дробните числителни (една втора, две трети, три пети, половина, третина, четвъртина и др). Ясно е, че всяко дробно числително се състои всъщност от две числителни, следователно е съставно – в числителя стои бройно, а в знаменателя редно. С разговорен стилистичен оттенък са: половина, половин, половинка; третина, третинка; четвърт, четвъртина, четвъртинка. Стотинка е субстантивирано дробно числително име, което означава {\displaystyle {\frac {1}{100}}} от лева.

#### Глагол
Настоящото представя спрежение в горепосочените 9 времена на глагола „чета“ (в 1 лице, единствено число, изявително наклонение).
| Времена                               | Глагол от несвършен вид | Глагол от свършен вид | Вторичен несвършен глагол |
| ------------------------------------- | ----------------------- | --------------------- | ------------------------- |
| Сегашно време                         | чета                    | прочета               | прочитам                  |
| Минало свършено време                 | четох                   | прочетох              | прочитах                  |
| Минало несвършено време               | четях                   | прочетях              | прочитах                  |
| Минало неопределено време             | чел съм                 | прочел съм            | прочитал съм              |
| Минало предварително време            | бях чел                 | бях прочел            | бях прочитал              |
| Бъдеще време                          | ще чета                 | ще прочета            | ще прочитам               |
| Бъдеще време в миналото               | щях да чета             | щях да прочета        | щях да прочитам           |
| Бъдеще предварително време            | ще съм чел              | ще съм прочел         | ще съм прочитал           |
| Бъдеще предварително време в миналото | щях да съм чел          | щях да съм прочел     | щях да съм прочитал       |

##### Спомагателни глаголи в българския език
Спомагателните глаголи в българския език са съм и ща. Съм произлиза от формата за 1 л. ед. ч. на старобългарския глагол бъıти.

#### Частица
Частиците са служебни думи без граматическа форма и без ясен словообразувателен строеж, поради което на много от тях произходът е мъгляв и неясен. Все пак има и такива, чиито корени са известни. Така например се и си водят началото си от възвратното местоимение се, си; частицата дали е образувана от частиците да и ли; частицата де е същевременно компонент на частицата недей и е във връзка със старобългарския глагол дєѣти; частицата ще, с която се образува формата за бъдеще време на глагола, произхожда от старобългарския глагол хотѣти – хощѫ; частицата би произхожда от старобългарския глагол бъıти.
В българската морфология се различават три вида частици: такива, които видоизменят или променят смислово-синтактичното съдържание на изречението или на отделни думи в него; такива, с които се образуват граматични форми; такива, с чиято помощ се образуват нови думи.
Често грешѐн е правописът на частиците по- и най-, които се пишат разделно, когато се отнасят до глаголи и съществителни имена (по̀ обичам, най умея, по̀ майстор, по̀ на изток) и полуслято с думите, към които се отнасят (по-хубав, най-добър).

### Синтаксис
Поради аналитичния характер на българския език синтактическите отношения на думите в българското изречение не всякога се изразяват чрез формите, присъщи на другите славянски езици със запазена падежна система. Типични за българския са някои предложни конструкции, да-изречения, сказуемно определение след преходни глаголи, словоредни особености и пр.
Изречението в българския език се характеризира с четири главни структурно-граматически признака: предикативност (сказуемост), модалност, интонация и граматическа оформеност.
По състав и по граматическа структура изреченията могат да бъдат прости и сложни. Простото изречение съдържа едно предикативно ядро и изразява относително завършена мисъл, въпрос или волева подбуда, например: В безбрежните снежни полета потъват нивя и села (Б. Овесянин). Сложното изречение се състои от две или повече прости изречения и образува граматическо, смислово, и интонационно единство. Разликата между прости и сложни изречения има структурен характер. Простото се изгражда само около един предикативен център, а сложното около два или повече. Глаголните времена в сложното изречение са обикновено в съотношение с глаголното време на главното изречение в сложното съставно изречение или във взаимно съотношение и съответствие в сложното съчинено изречение.

## Лексикология

### Речников състав на езика
Домашната лексика се състои от праславянски, старобългарски и от създадени по-късно думи. Освен славянското словесно богатство, българският език включва и чужди думи, които обикновено преминават през процес на приспособяване, побългаряване и по този начин стават български по форма и употреба. Такива са думи от гръцки и латински произход, от турски, арабски и персийски (ирански), както и от черковнославянски и руски произход.
С посредничеството на скитския език проникват много ирански лексеми в угро-финските, особено много в унгарския, удмуртския и в мордовските езици, и славянските езици. В славянските езици такива са например: *bogъ – „бог“, *rajь – „рай“, *sъto – „сто“, *kǫpati – „къпя“, *gъpanъ – „пан, господин“, *baranъ —„овен“, *toporъ – „топор“, *xvala – „хвала“, *stribogъ – славянски бог на вятъра, *хъrsъ – славянски бог на слънцето, в България се среща като топоним – Хърсово, и др.
Съвременната българска лексика се състои предимно от славянски думи, като заемки идват особено от гръцкия и османския език. От османския, освен турски, навлизат и доста персийски и арабски думи (диван, тефтер, хамал, пазар, душман, мегдан). От средата на XIX век голяма част от турцизмите се заменят със славянски, които навлизат в българския най-вече от руския език, като неговото влияние се засилва особено по време на Народна република България. Тези усилия оказват най-вече влияние върху писмения език, като и до днес в разговорния език се използват турцизми. С индустриализацията навлизат и много технически термини от френския (асансьор, монтьор) и немския (аутобан, шайба, щепсел, фойерверк, щаб и др.). В по-ново време с напредъка на информационните технологии в българския език навлизат и много англицизми (компютър, лаптоп, дисплей, хардуер и др.).

### Съвременна българска фразеология
Фразеологическите (устойчивите) словосъчетания са несвободни и не се създават в потока на речта, а се употребяват като неразчленена синтактическа цялост, която е готова фразеологическа единица. Това означава, че цялостното значение на фразеологическата структура не се извежда от значенията на отделните думи, а от общото им взаимодействие, в което пораждат семантичната цялостност.
Например да вземем следното изречение: „Избягалият конник вдигна на крак турците в цялата каза“ (П. Спасов). Под „вдигна на крак“ в никакъв случай не се разбира буквалният смисъл, който е физическото повдигане на крака, а фразеологическият смисъл от взаимодействието на думите в словосъчетанието. Последното може да бъде изравнено по смисъл със съответна единствена дума: в случая подходяща е мобилизирам. Първото значение е „привеждам в бойна готовност, мобилизирам“, а второто – „подтиквам към бързо, енергично действие, мобилизирам за действие“.
Фразеологическа единица, която по своя семантичен и синтактичен строеж отразява редки и специфични особености, се нарича идиом. Много често са непреводими на други езици: бие на очи – „прави впечатление“, от кол и въже – „отвсякъде“, от игла до конец – „от край до край“.
Според лексикалния си строеж фразеологизмите се делят на фразеологизирани изречения (преди всичко пословици и поговорки – Блага реч железни врати отваря.) и фразеологически съчетания (на вятъра, на вересия). Според семантичния си строеж биват фразеологически сраствания, фразеологически единства и фразеологически съчетания.
Източници на българската фразеология са народното творчество, като едни от тях са с диалектен белег, а други са общонародни, публицистиката, народните пословици, народните приказки, професионалните изрази, чужда фразеология и словосъчетания с международна употреба (ахилесова пета), християнството.

## Юридически статут

### Според Конституцията на Република България
Според Конституцията на Република България официалният език в републиката е българският и „изучаването и ползването на българския език е право и задължение на българските граждани“. Конституцията позволява гражданите, за които българският език не е майчин, да изучават и ползват и своя език, в допълнение към българския. Конституцията дава право чрез закони да се определят случаи, в които се използва само официалният език, т.е. българският език.

### Уикикниги
- Как да научим децата си на български език в двуезична среда
- Как да си кирилизираме компютъра
- Как да си кирилизираме мобилния телефон

### Закони и наредби в Уикиизточник
- Закон за транслитерацията
- Наредба 6 от 12.06.1995 г. за транскрипция и правопис на чужди географски имена на български език
- Наредба № 3 за транслитерация на българските географски имена на латиница
- Free language learning Архив на оригинала от 2009-11-22 в Wayback Machine.